# Oyonnax
Oyonnax [/ɔjɔna/] es una ciudad y comuna francesa situada en el departamento de Ain, de la región de Auvernia-Ródano-Alpes. Es la cabecera (bureau centralisateur en francés) del cantón de su nombre. 
Los habitantes se llaman Oyonnaxiens.

## Geografía
Está ubicada en el noreste del departamento, a 30 km al este de Bourg-en-Bresse y a 35 km al oeste de Ginebra.
Incluye la comuna asociada de Veyziat (1 468 habitantes en 2007) 
La aglomeración urbana incluye Arbent, Bellignat y Groissiat. 

## Demografía
| 1 099 | 1 178 | 1 275 | 1 207 | 1 974 | 2 279 | 2 593 | 2 608 | 3 245 | 3 342 | 3 501 | 3 547 | 3 272 | 3 530 | 3 847 | 4 231 | 4 461 | 4 652 | 6 140 | 7 851 | 9 557 | 10 083 | 11 617 | 11 336 | 10 166 | 10 156 | 11 773 | 14 830 | 19 777 | 23 007 | 22 739 | 23 869 | 24 162 | 23 618 | 22 459 | 22 392 |
| Para los censos de 1962 a 1999 la población legal corresponde a la población sin duplicidades (Fuente: INSEE [Consultar]) |       |       |       |       |       |       |       |       |       |       |       |       |       |       |       |       |       |       |       |       |        |        |        |        |        |        |        |        |        |        |        |        |        |        |        |

Es la segunda comuna más poblada del departamento. Su mayor auge demográfico se produjo en las décadas de 1960 y 1970, debido al crecimiento industrial, lo cual motivó la llegada de un número importante de inmigrantes, en su mayoría procedentes de España y de Portugal.
Histograma

(elaboración gráfica por Wikipédia)

## Economía
Es conocida popularmente como «la ciudad del plástico», debido a la cantidad de empresas de ese sector ubicadas en ella.